# ゲンコツの海
『ゲンコツの海』（ゲンコツのうみ）は、1973年1月10日から同年6月27日まで日本テレビ系列の毎週水曜19:30 - 20:00（JST）に放送された、北日本放送制作のテレビドラマである。全25回。吉田工業（現・YKK）の一社提供。

## 概要
南海の島の小さな学校・海原高校にモーターボートで赴任した、新任教師・山中大助の物語。海洋部の部長に就任した大助は、部活動を通じて生徒に接していく。
NNN系列の1つである北日本放送が制作した初のゴールデンタイム・全国ネットの番組。その関係で、東日本高等学校カッター選手権大会の開催地が氷見の海岸とされていたり、劇中に実在の学校である富山商船高専が登場するなど、北日本放送の所在する富山県も度々舞台として登場した。
しかし前番組のアニメ『新・オバケのQ太郎』のイメージが強すぎ、更に1週遅れて開始した円谷プロ特撮番組『ジャンボーグA』（毎日放送制作・NET系列）に人気を奪われて低迷した。
なお、日本テレビ系列の地方局制作（日本テレビ、読売テレビ、中京テレビ以外）のゴールデンタイム（19・20時台）のレギュラー番組は2023年現在に至るまでこの1本のみである。

## 出演者
- 山中大助：渡辺篤史[9][10]
- 白水和子：泉晶子[11]
  - （バレーボール部長の先生）[9]
- 森田知佐子（生徒、校長の娘）：児島美ゆき
- 相場真弓：田中美恵子[12]
- 谷山肝太（海洋部員）：うえずみのる[11]
- 野村豪一（海洋部員）：笠井久男[9][13]
- 工藤明（海洋部員）：島もとき[14]
- 片桐和也：水谷豊
  - （富山商船高専に在学していた時キャプテンだったが、東日本高等学校カッター選手権大会を怪我のため欠場。第19話で大助のクラスに転入してくる。）[7]
- 野村豪造（豪一の父）：高品格[13]
- 工藤耕作（明の父）：谷村昌彦[14]
- 鎌田治郎（数学教師）：松村達雄[15]
- 源心和尚：江戸家猫八[9]
- 森田校長：加藤嘉[11]

ほか
ゲスト
- 渡嘉敷京子：小橋玲子（第18話）[16]
- 京子の父：梅津栄（第18話）[16]

ほか

## スタッフ
- 脚本：長坂秀佳、上条逸雄、桜井康裕、加瀬高之
- 監督：斉藤秀夫、新津左兵、小山幹夫、下村堯二
- 音楽：日暮雅信
- プロデューサー：前田満州夫（国際放映）
- 制作：国際放映、北日本放送

## 主題歌
「海はいつでも」
作詞：山上路夫 / 作編曲：鈴木邦彦 / 歌：渡辺篤史

## 放映リスト
| 話数 | 放送日         | サブタイトル             | 脚本     | 監督     |
| ---- | -------------- | ------------------------ | -------- | -------- |
| 1    | 1973年 1月10日 | 先生、もえてるゥ!!       | 上条逸雄 | 下村堯二 |
| 2    | 1月17日        | そのオールを拾え         | 上条逸雄 | 下村堯二 |
| 3    | 1月24日        | あわびの片思い           | 上条逸雄 | 下村堯二 |
| 4    | 1月31日        | オールと長髪             | 桜井康裕 | 新津左兵 |
| 5    | 2月7日         | 先生の血は赤い           | 桜井康裕 | 新津左兵 |
| 6    | 2月14日        | とび込んだ花嫁！         | 長坂秀佳 | 斉藤秀夫 |
| 7    | 2月21日        | 男の借りは体で返せ       | 長坂秀佳 | 斉藤秀夫 |
| 8    | 2月28日        | 合宿はもぐりの訓練       | 桜井康裕 | 小山幹夫 |
| 9    | 3月7日         | 男はそこであきらめない   | 桜井康裕 | 小山幹夫 |
| 10   | 3月14日        | カンニングとラブレター   | 長坂秀佳 | 新津左兵 |
| 11   | 3月21日        | 大地は友情を育てる       | 長坂秀佳 | 新津左兵 |
| 12   | 3月28日        | 貝は海の宝物             | 加瀬高之 | 新津左兵 |
| 13   | 4月4日         | 北の海に立つ男           | 桜井康裕 | 新津左兵 |
| 14   | 4月11日        | 飛び込んで来た応援団     | 桜井康裕 | 新津左兵 |
| 15   | 4月18日        | 内ゲバ!?海洋部           | 長坂秀佳 | 小山幹夫 |
| 16   | 4月25日        | 出航！太陽とロマンの島へ | 長坂秀佳 | 小山幹夫 |
| 17   | 5月2日         | オキナワ・初恋・恋仇     | 長坂秀佳 | 小山幹夫 |
| 18   | 5月9日         | 恋のとりこオキナワ       | 長坂秀佳 | 小山幹夫 |
| 19   | 5月16日        | 北の海から初恋が来る     | 長坂秀佳 | 小山幹夫 |
| 20   | 5月23日        | 海を捨てた男の唄         | 長坂秀佳 | 小山幹夫 |
| 21   | 5月30日        | ピエロと孫悟空           | 長坂秀佳 | 新津左兵 |
| 22   | 6月6日         | いざ、おれたちの舟を！   | 長坂秀佳 | 新津左兵 |
| 23   | 6月13日        | 目標！前方のオヤジ       | 長坂秀佳 | 小山幹夫 |
| 24   | 6月20日        | 鬼の目にナミダあり       | 長坂秀佳 | 小山幹夫 |
| 25   | 6月27日        | 海のロメオとジュリエット |          | 新津左兵 |

## 放送局
- 北日本放送（制作局）：水曜 19:30 - 20:00[17]
- 札幌テレビ：水曜 19:30 - 20:00[18]
- 青森放送：水曜 19:30 - 20:00[19]
- テレビ岩手：水曜 19:30 - 20:00[19]
- 秋田放送：水曜 19:30 - 20:00[19]
- 山形放送：水曜 19:30 - 20:00[19]
- 宮城テレビ：水曜 19:30 - 20:00[19]
- 福島中央テレビ：水曜 19:30 - 20:00[19]
- 新潟総合テレビ：土曜 19:00 - 19:30[20]
- 日本テレビ：水曜 19:30 - 20:00
- 福井放送：水曜 19:30 - 20:00[17]
- 静岡放送：月曜 19:00 - 19:30[21]
- 名古屋テレビ：火曜 19:00 - 19:30（1973年1月9日 - 同年3月27日）[22] → 水曜 19:00 - 19:30（1973年4月4日）[22][注 2]

→ 中京テレビ：水曜 19:30 - 20:00（1973年4月4日 - 同年6月27日。ネット一本化に伴う移行）
- 読売テレビ：水曜 19:30 - 20:00
- 日本海テレビ：水曜 19:30 - 20:00[23]
- 西日本放送：水曜 19:30 - 20:00[24]
- 広島ホームテレビ：平日 11:00 - 11:30（本放送終了後の1977年に放送）[25][注 3]
- 山口放送：水曜 19:30 - 20:00[26]
- 四国放送：水曜 19:30 - 20:00[27]
- 南海放送：水曜 19:30 - 20:00[26]
- 高知放送：水曜 19:30 - 20:00[26]
- 福岡放送：水曜 19:30 - 20:00[28]
- テレビ大分：水曜 19:30 - 20:00[29]
- 熊本放送：水曜 19:30 - 20:00[30]
- 鹿児島テレビ：土曜 19:00 - 19:30[31]

## コミカライズ
- 「原案：国際放映／画：望月あきら」名義で、「少女フレンド」（講談社刊）に連載された。
- 単行本は、1973年4月8日に第1巻、同年5月28日に第2巻が、それぞれ「講談社コミックス」から発売された（いずれも絶版。未文庫本化）。それぞれの表紙カバーには、ドラマの出演者が写されていた。